# OWIIIa

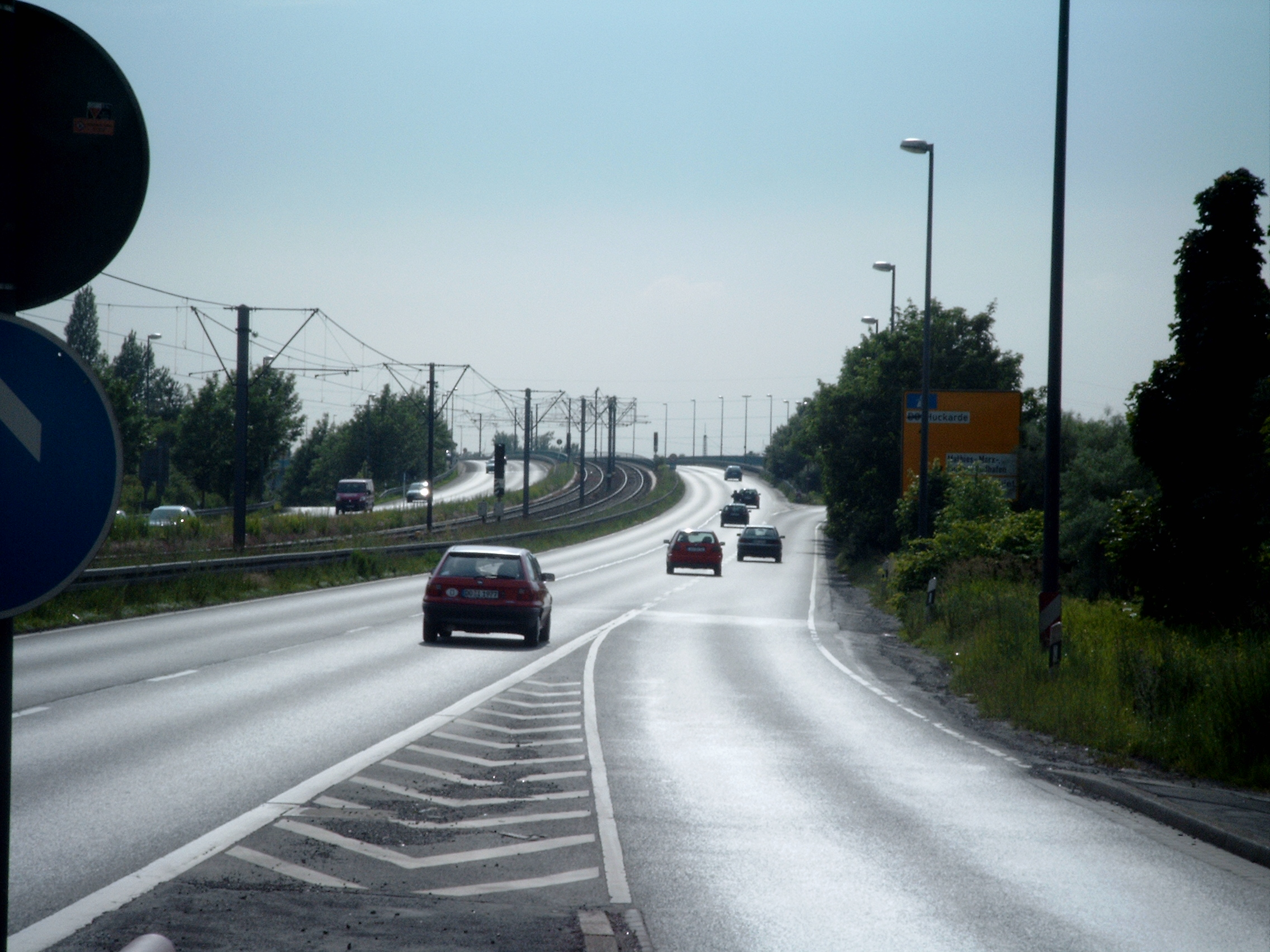
Die OWIIIA am Dortmunder Hafen in Richtung Kirchlinde

Die OWIIIa (auch Ost-West-Straße 3a) ist eine teilweise autobahnähnliche Verbindungsstraße von Kirchlinde durch die Dortmunder Nordstadt bis nach Asseln. Sie bietet einen schnellen Weg ins Dortmunder Zentrum.

## Verlauf
Die Kraftfahrstraße beginnt als Brackeler Straße in Asseln, führt als K17 über den Borsigplatz und durchquert mit dem Namen Mallinckrodtstraße als K16 die Dortmunder Nordstadt. Südlich des Stadthafens wird die Mallinckrodtstraße wieder zur Kraftfahrstraße. Diese kreuzt die A 45 an der Anschlussstelle 4 im Grenzbereich zwischen Marten, Rahm und Kirchlinde. Danach endet sie im Gewerbegebiet Bärenbruch in Kirchlinde.

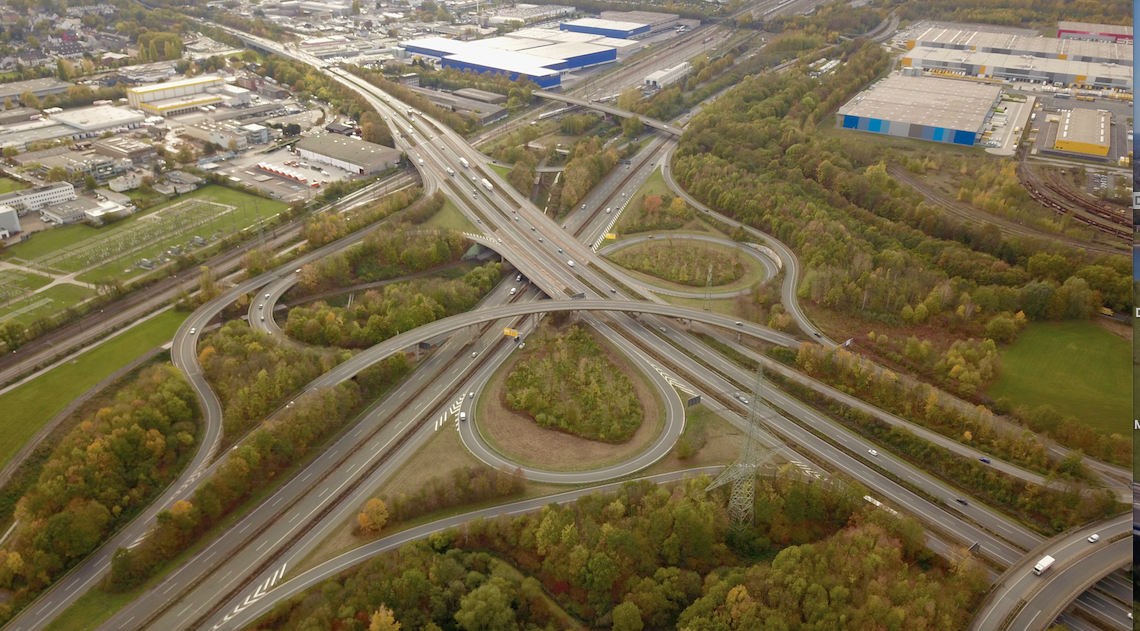
Unterhalb der B236 verläuft die Brackeler Straße (OWIIIa)

Im Jahr 2007 begannen die ersten Planungen für den Weiterbau der OWIIIa in Asseln. Nach den Planungen soll die Straße in östlicher Richtung die Stadtteile Asseln und Wickede sowie Unna-Massen jeweils nördlich umgehen und an die Bundesautobahn 1 in Unna angeschlossen werden. Bisher wurde der Bau jedoch nicht realisiert.

## Öffentlicher Nahverkehr
Eine kurze Strecke auf der OWIIIa wird mit der Stadtbahnlinie U47 Richtung Aplerbeck sowie Westerfilde verbunden.
Außerdem verkehrt auf der Straße die Buslinie 460. Diese verbindet Kirchlinde direkt mit der Innenstadt.